# Јарив Левин
Јарив Левин (хебр. יריב גדעון לוין; 22. јун 1969) израелски је адвокат и политичар, тренутно је члан Кнесета за Ликуд и министар туризма. Члан Кнесета био је и у 18 и 19 сазиву.

## Биографија
Јарив Левин је рођен 22. јуна 1969 у Израелу, био је номинован за награду Израела из књижевности. Ујак његове мајке, Елијаху Ланкин био је један од шесторице главних на броду Алталена, у сукобу у јуну 1948 и члан Кнесета из странке Херут, у њиховом првом појављивању. Ишао је у средњу школу Бојар у Јерусалиму. Током служења војске, придружио се израелским одбрамбеним снагама као преводилац арапског, а касније је био организатор и управљач курса арапског за преводиоце. Године 1995 објавио је речник економских појмова преведен између хебрејског, арапског и енглеског, за који је добио награду за изванредан рад на пољу студија арапског језика. Студирао је на хебрејском универзитету у Јерусалиму, гдје је стекао звање дипломирани правник. Радио је као адвокат у области грађанског комерцијалног права. Ожењен је Јифат, ћерком бившег члана Кнесета, Јакова Шамаија, са којом има троје дјеце.

## Политичка активност
Своју политичку активност, Левин је почео на универзитету, у студентској фракцији Ликуда, гдје је био говорник, а касније замјеник предсједника фракције. Године 1997 био је на челу тима који је формирао огранак Ликуда у Модину, док је 2003 изабран за предсједника тог огранка. У периоду између 2003 и 2004 био је члан борда директора спортског савеза Хапоела, док је између 2003 и 2006 био члан борда директора компаније за развој Источног Јерусалима У периоду између 2005 и 2009 био је члан борда директора компаније Сехар Митцвах.
Године 2006, предсједник Ликуда — Бенјамин Нетанјаху, поставио је Левина на чело ликудовог комитета за надзор владиних званичника, са циљем да усмјерава ликудове активности против владе и тадашњег премијера Ехуда Олмерта. Левин је уложио жалбу врховном суду против премијера Олмерта, што је резултирало именовањем министра за социјалну заштиту, чија функција је неко вријеме била упражњена.

### Активности у 18. Кнесету
На парламентарним изборима 2009, Левин је представљао централни регион за ликуд. Налазио се на 21 мјесту странке за улазак у Кнесет, гдје је и ушао након што је ликуд освојио 27 мјеста. На парламентарним изборима 2013, Левин је у Кнесет ушао као 17 посланик од 31 мјеста колико је ликуд освојио.
3. августа 2009, Левин је био предсједавајући кућног комитета Кнесета. Такође је био представник Кнесета у комитету за избор кандидата за државне тужиоце.
Левин је предсједавао заједничким комитетима кућног комитета и Устава, закона и правде за приједлоге референдума. Овај приједлог наводи да референдум мора бити спроведен у случају планирања одрицања од суверене територије. Приједлог је прошао друго и треће очитавање у новембру 2010 и постао је закон. 40 Левинових приједлога током владе 18. Кнесета прошло је друго и треће очитавање и уврштено је у законе, што је рекорд за члана Кнесета током једног мандата.